# Suzanne Chodowiecka
Suzanne (Suzette of Susette) Chodowiecka, na haar huwelijk bekend als Henry (Berlijn, 26 juni 1763 – aldaar, 27 maart 1819) was een Duits kunstschilder.

## Biografie
Susanne of Suzette Chodowiecki was een dochter van de populaire kopergraveur Daniel Chodowiecki en Jeanne Barez (1728–1785). Haar familie stamde af van de Franse hugenoten-gemeenschap in Berlijn. Haar onderwijs in de kunsten kreeg ze van haar vader. In 1785 trouwde ze met de predikant Jean Henry, met wie ze drie kinderen kreeg.
Haar kunstwerken werden in 1786 voor het eerst tentoongesteld door de Pruisische kunstacademie. In 1789 werd ze lid van de Academie. Aanvankelijk schilderde ze vooral portretten, zowel in aquarel als olieverf. Later specialiseerde ze zich in moraliserende genrestukken.

## Werken

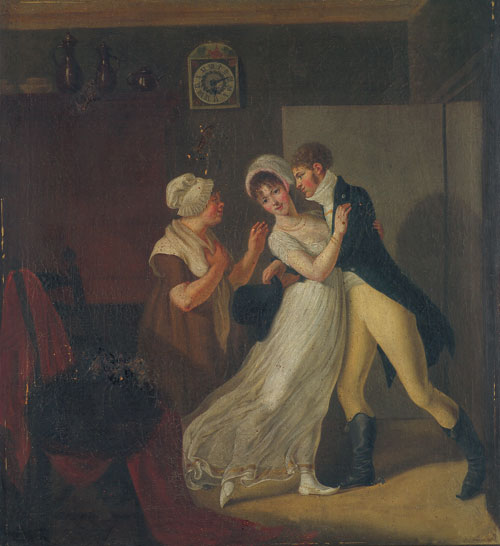
Zuchtlose Liebe (Losbandige liefde), ca. 1800